# 塔馬羅河
塔馬羅河是意大利的河流，位於該國西南部，屬於卡洛雷伊爾皮諾河的支流，河道全長78公里，流域面積673平方公里，平均流量每秒7立方米，發源自亞平寧山脈。
41°09′N 14°50′E / 41.150°N 14.833°E